# Abu Nasr Ahmad ibn Fadl
Abu Nasr Ahmad ibn Fadl (in arabo أبو نصر أحمد بن فضل‎?) (... – 1126) è stato il visir del regnante selgiuchide di Damasco, Tutush I.

## Biografia
Sotto il suo controllo, la moschea degli Omayyadi fu restaurata nel 1082 in seguito ai gravi danni dovuti all'incendio del 1069. In particolare, fece sostituire la cupola centrale, rinforzare i sostegni della cupola stessa, e rinnovare i mosaici omayyadi posti all'interno della facciata settentrionale della moschea.
Secondo lo storico musulmano Ali Ibn al-Athir, Ahmad ibn Fadl guidò un attacco contro gli ismailiti di Siria nel 1126. Al-Athir afferma che Ahmad ibn Fadl diede ordine alle sue truppe di "uccidere" gli ismailiti, saccheggiare i loro beni e catturare le donne. Fu assassinato dagli ismailiti lo stesso anno della rappresaglia.